# Maudlin of the Well
maudlin of the Well (motW) — группа авангардного металла из Бостона, штат Массачусетс. Их музыка содержит элементы различных жанров, включая дум-метал, джаз, прогрессивный рок, прогрессивный метал, пост-рок и дэт-метал. После пятилетнего перерыва группа снова собралась для записи альбома Part the Second, который был записан на средства фанатов. Он был выпущен 14 мая 2009 года и выложен в Интернете в разных форматах (Mp3, FLAC и WAV) для свободного скачивания.

## История
Группа образовалась в 1996 году в Бостоне, и до распада в 2003 записала три студийных альбома. Состав группы с самого начала отличался непостоянностью и обширностью, и включал главным образом ряд мультиинструменталистов, управлявшихся с разнообразными струнными и духовыми инструментами. Ядро группы составляли Jason Byron, Greg Massi и Toby Driver. В 1999 году выходит дебютный альбом — My Fruit Psychobells… A Seed Combustible, который был практически незамечен у масс. Триумфальным для группы стал 2001 год, когда выходят альбомы-близнецы Bath и Leaving Your Body Map, которые серьёзно встряхнули андеграундную сцену. В конце 2001 группа начала работать над четвёртым альбомом. В это же время они потеряли несколько постоянных участников, поменяли лейбл и переименовались в Kayo Dot. Этот четвёртый альбом позже был выпущен как альбом Kayo Dot Choirs of the Eye (в 2003).
Музыка, тексты и атмосфера группы имеет дело преимущественно с предметом астральной проекции. Музыканты пытались найти музыку, а не сочинять её. Это осуществлялось с помощью астральной проекции и осознанных сновидений, из которых группа якобы смогла вернуть уже существующую музыку из астрального плана (так утверждает Тоби Драйвер во вкладыше к переизданным альбомам Bath и Leaving Your Body Map).
Первые три альбома уже полностью распроданы, несмотря на то, что лейбл Dark Symphonies переиздал Bath и Leaving Your Body Map в 2006, а My Fruit PsychoBells…A Seed Combustible в 2008, включив туда в качестве бонусов ранние демозаписи.
27 июля 2008 года в блоге на MySpace Драйвер объявил о том, что пожертвований от фанатов хватит на запись нового альбома. Она началась 10 февраля 2009 года, и альбом, названный Part the Second, был выпущен в мае 2009-го. Он доступен для свободной скачки в различных форматах (MP3, FLAC и WAV) на их сайте motW и торрент-трекерах. Этот альбом является сплавом различных музыкальных стилей, мелодии стали мягче и спокойнее по сравнению с предшествующими работами.

## Дискография

### Демо
- 1996 — Through Languid Veins
- 1997 — Begat of the Haunted Oak: An Acorn
- 1997 — Odes to Darksome Spring
- 1998 — For My Wife

### Студийные альбомы
- 1999 — My Fruit Psychobells...A Seed Combustible
- 2001 — Bath
- 2001 — Leaving Your Body Map
- 2009 — Part the Second